# 무함마드 살민
무함마드 아흐마드 유수프 살민(아랍어: محمد أحمد يوسف سالمين, 1980년 11월 4일~)은 바레인의 전직 축구 선수로 현역 시절 포지션은 미드필더였으며 FIFA 센추리클럽에 가입되어 있는 17명의 바레인 선수 중 한명이자 바레인 대표팀 역사상 4번째 국제 A매치 최다 출장수 기록 보유자이다.

## 클럽 경력
1999년 알무하라크 SC 입단 후 2004년까지 활동하며 바레인 프리미어리그 4회 우승, 2001년 바레인 크라운 프린스컵 우승, 2002년 바레인 킹스컵 우승 등을 맛보았고 2004년부터 2007년까지 카타르 스타스 리그의 알아라비 SC 소속으로 활동하다가 2007년 알무하라크 SC로 복귀하여 리그 3연패, 바레인 킹스컵 2연패, 2008년 AFC컵 우승, 2009년 바레인 FA컵 우승의 기쁨을 맛보았다.
그 뒤 2009년 UAE 프로리그의 알다프라 FC로 이적하여 2010년까지 활동했고 2010년 친정팀인 알무하라크 SC로 복귀하여 2016년까지 리그 2회 우승, 바레인 킹스컵 4회 우승, 2012년 바레인 FA컵 우승, 2012년 GCC 챔피언스리그 우승, 2013년 바레인 슈퍼컵 우승 등을 맛본 뒤 정들었던 그라운드를 떠났다.

## 국가대표팀 경력
바레인 U-17 대표팀 소속으로 1997년 FIFA U-17 월드컵 본선 3경기에 출전했고 이후 2000년 바레인 성인대표팀에 첫 합류하여 4월 4일에 열린 이란과의 2000년 AFC 아시안컵 예선 2조 3차전에서 국제 A매치 데뷔골을 터뜨렸다.
그 뒤 2003년 아라비안 걸프컵에서 3골로 최우수선수에 선정되며 팀을 준우승팀으로 만들었고 이듬해에 열린 2004년 AFC 아시안컵에서도 팀의 주축 미드필더로 활약하며 바레인의 사상 첫 메이저 대회 4강 진출에 일조했으며 2006년 FIFA 월드컵 아시아 지역 예선에서도 11경기에 출전해 바레인 축구 역사상 첫 대륙간 플레이오프 진출의 쾌거를 이끌었으나 대륙간 플레이오프에서 트리니다드 토바고에 밀려 사상 첫 월드컵 본선행이 불발되었다.
그 후 2009년 FIFA 센추리클럽에 가입했으며 2013년 11월 19일 예멘과의 2015년 AFC 아시안컵 예선 D조 5차전을 끝으로 A매치 통산 146경기 11골의 기록을 남기고 국가대표팀 유니폼을 벗었다.

## 수상

### 클럽
알무하라크 SC
- 바레인 프리미어리그 :  우승 (1999, 2001, 2002, 2004, 2007, 2008, 2009, 2011, 2015)
- 바레인 킹스컵 : 우승 (2002, 2008, 2009, 2011, 2012 2013, 2016)
- 바레인 FA컵 : 우승 (2009, 2012)
- 바레인 크라운 프린스컵 : 우승 (2001, 2007, 2008, 2009)
- 바레인 슈퍼컵 : 우승 (2013)
- AFC 챔피언스리그 투 : 우승 (2008)
- GCC 챔피언스리그 : 우승 (2012)

### 국가대표팀
바레인
- 아라비안 걸프컵 : 준우승 (2003)
- AFC 아시안컵 : 4위 (2004)

### 개인
- 아라비안 걸프컵 최우수선수 : 2003

## 같이 보기
- A매치 100경기 이상 출전한 축구 선수 명단